# Purpurrote Segel

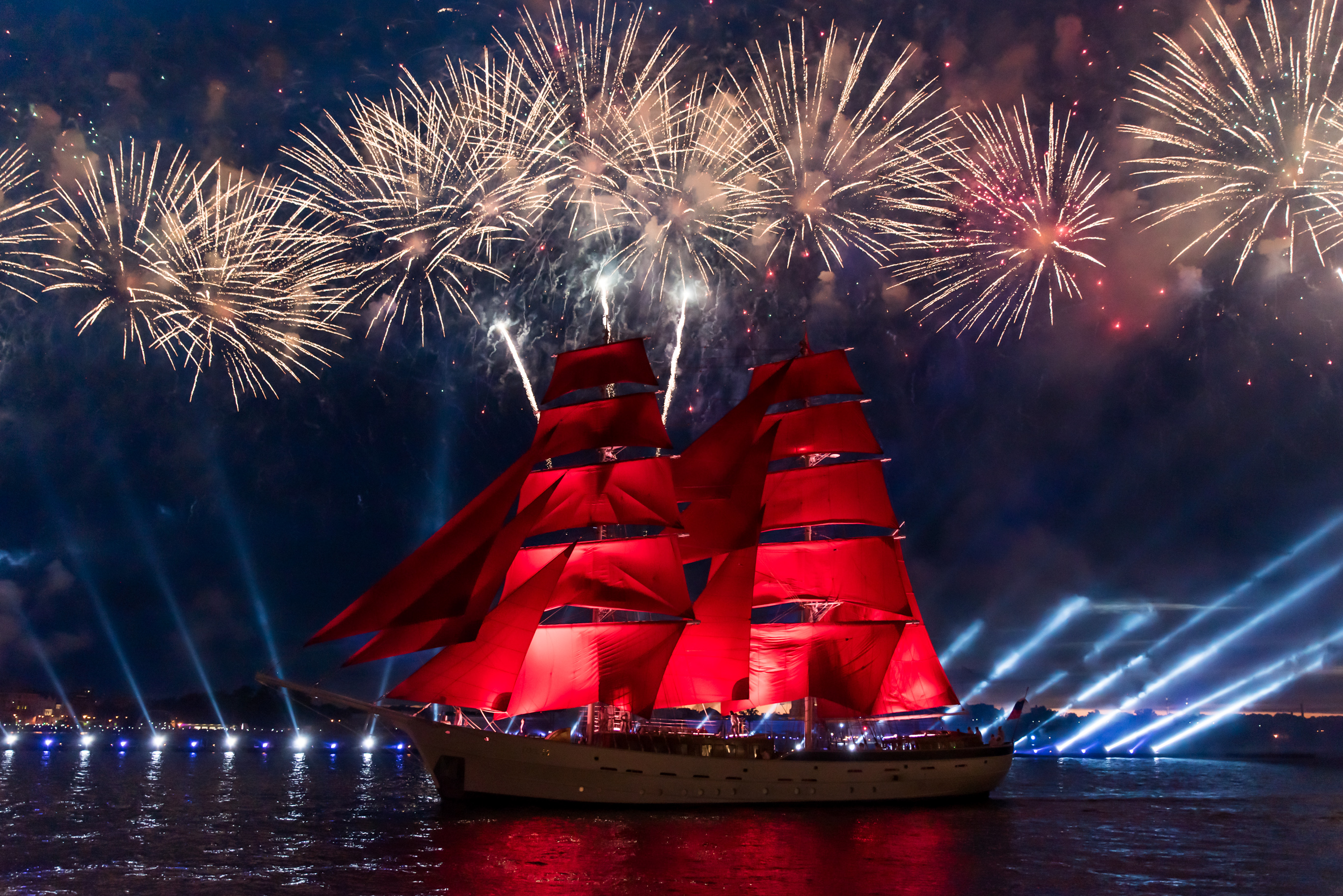
Die Brigg Rossiya mit purpurroten Segeln (2019)

Die Purpurroten Segel (russisch Алые паруса Alyje parussa, englisch Scarlet Sails) ist ein Festival in Sankt Petersburg. Es ist Teil der Weißen Nächte und findet jährlich in der zweiten Junihälfte statt.
Inspiriert von dem populären Kinderbuch Das Purpursegel von Alexander Grin und dessen Verfilmung Das purpurrote Segel wurde in den 1960er Jahren vorgeschlagen, den Schulabschluss der Leningrader Schüler gemeinsam zu feiern. Die erste Veranstaltung dieser Art fand am 27. Juni 1968 statt. Damals fuhr eine Brigantine mit purpurroten Segeln auf der Newa zum Winterpalast und so wurden die purpurroten Segel zum Symbol der Veranstaltung. Die Feierlichkeiten wurden jedoch 1979 eingestellt.
Auf Initiative der Sankt Petersburger Stadtverwaltung fand das Festival am 24. Juni 2005 erstmals wieder statt. Mit einem umfangreichen Rahmenprogramm hat sich die mittlerweile international bekannte Veranstaltung zum Höhepunkt der Weißen Nächte von Sankt Petersburg entwickelt.